# Восс (коммуна)
Восс (норв. Voss; прослушатьо файле) — коммуна в фюльке Хордаланд, Норвегия. Административный центр муниципалитета — деревня Воссеваген.
Восс существует с 1 января 1964 года. По территории коммуны проходит дорога и железнодорожная линия из Осло в Берген. Основное занятие населения — сельское хозяйство и принятие туристов, как летом, так и зимой.

## История
В начале эпохи викингов до Харальда I, Восс был мелким царством. Согласно легенде, люди из Восса были насильно обращены в христианство королём Олафом II, который позже стал Святым Олафом. Каменный крест в Воссевагене был возведен в это время. Здесь так же есть каменная церковь 1277 года, восьмиугольная колокольня XVI века. Недалеко от Финнеслофтет, деревянный Гилдхолл (ратуша), считающийся старейшим деревянным зданием в Северной Европе.
После немецкого вторжения в Норвегию 9 апреля 1940 года, Восс был основной точкой мобилизации норвежской армии на западе, так как город Берген пал уже в первый день вторжения. Хотя большая часть войск мобилизована здесь и была передана по железной дороге на восток страны, немецкие войска, продвигаясь в направлении Восс вдоль железнодорожной линии из Бергена и из Хардангера, встретили немалое сопротивление. Чтобы сломить это сопротивление города Восс и окружающую местность бомбили ВВС Германии с 24 по 26 апреля. Десятки гражданских лиц погибли в результате взрывов, которые полностью уничтожили города. 27 апреля немецкие войска вошли в город, который оставался оккупированным до 8 мая 1945 года.
Современная коммуна существует с 1 января 1964 года.

## Известные жители
В XIX и начале XX веков отсюда, как и изо всей Западной Норвегии, происходила массовая эмиграция населения, в частности, в Соединённые Штаты Америки. В США было немало известных выходцев из Восс. Среди них шерифы, председатели Верховного суда, сенаторы, издатели, писатели и футболисты.
Немало здесь и олимпийских чемпионов:
- Квальфосс, Эйрик — 1984 (биатлон, спринт)
- Шельдаль, Кристен — 1992 (лыжный спорт)
- Тро, Кари — 2002 (фристайл)
- Йелланн, Эгиль — 2002 (биатлон)
- Бюстёль, Ларс — 2006 (прыжки на лыжах с трамплина)

В целом, спортсмены из Восс завоевали 6 золотых медалей, 5 серебряных медалей и 7 бронзовых медалей на Зимних Олимпийских играх.

## Население
| Численность населения | Численность населения | Численность населения | Численность населения | Численность населения | Численность населения | Численность населения |
| 1951                  | 1960                  | 1970                  | 1980                  | 1990                  | 2000                  | 2007                  |
| --------------------- | --------------------- | --------------------- | --------------------- | --------------------- | --------------------- | --------------------- |
| 9433                  | ↗10 275               | ↗13 765               | ↗14 163               | ↘14 035               | ↘13 726               | ↗13 786               |
| 2008                  | 2009                  |                       |                       |                       |                       |                       |
| ↘13 768               | ↗13 868               |                       |                       |                       |                       |                       |

## Галерея

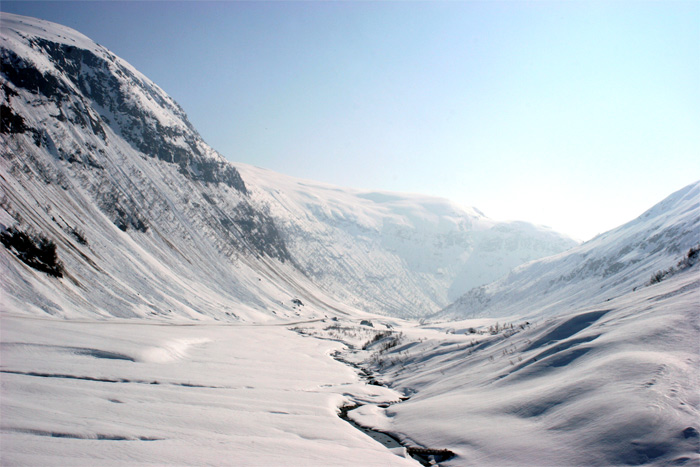
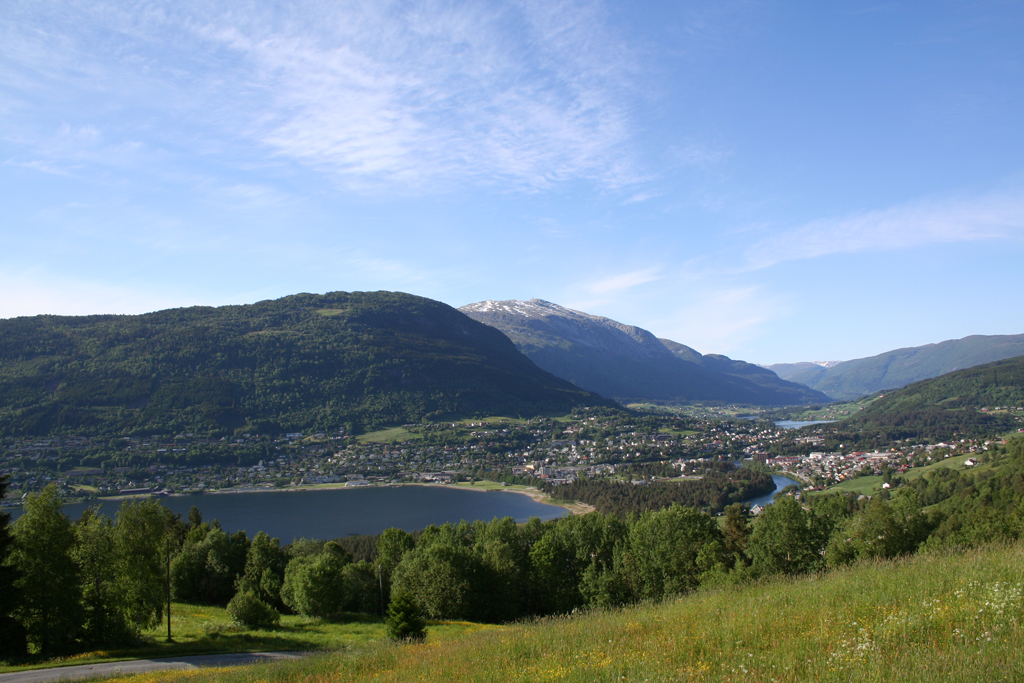
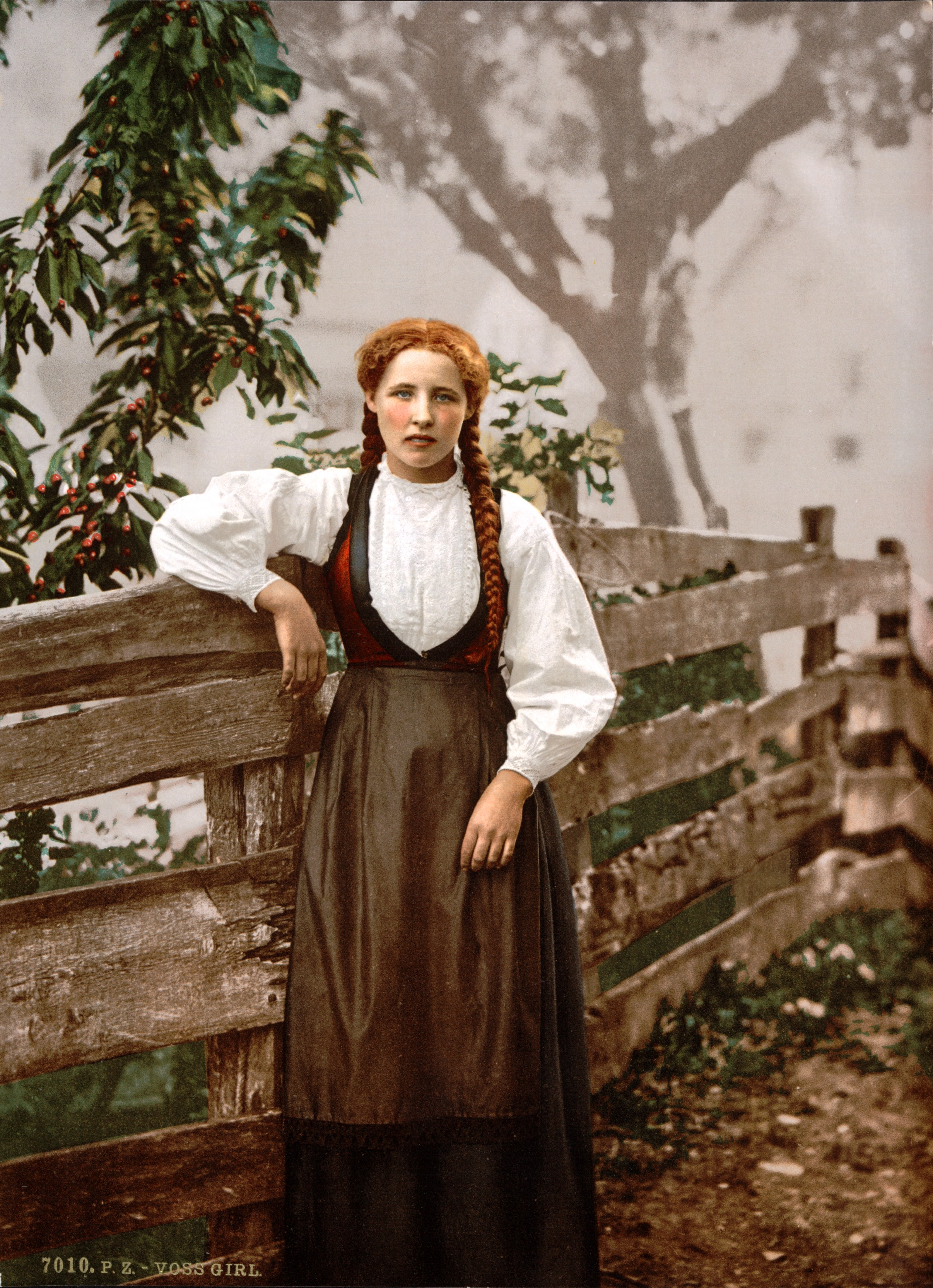
Девушка из Восс, 1900
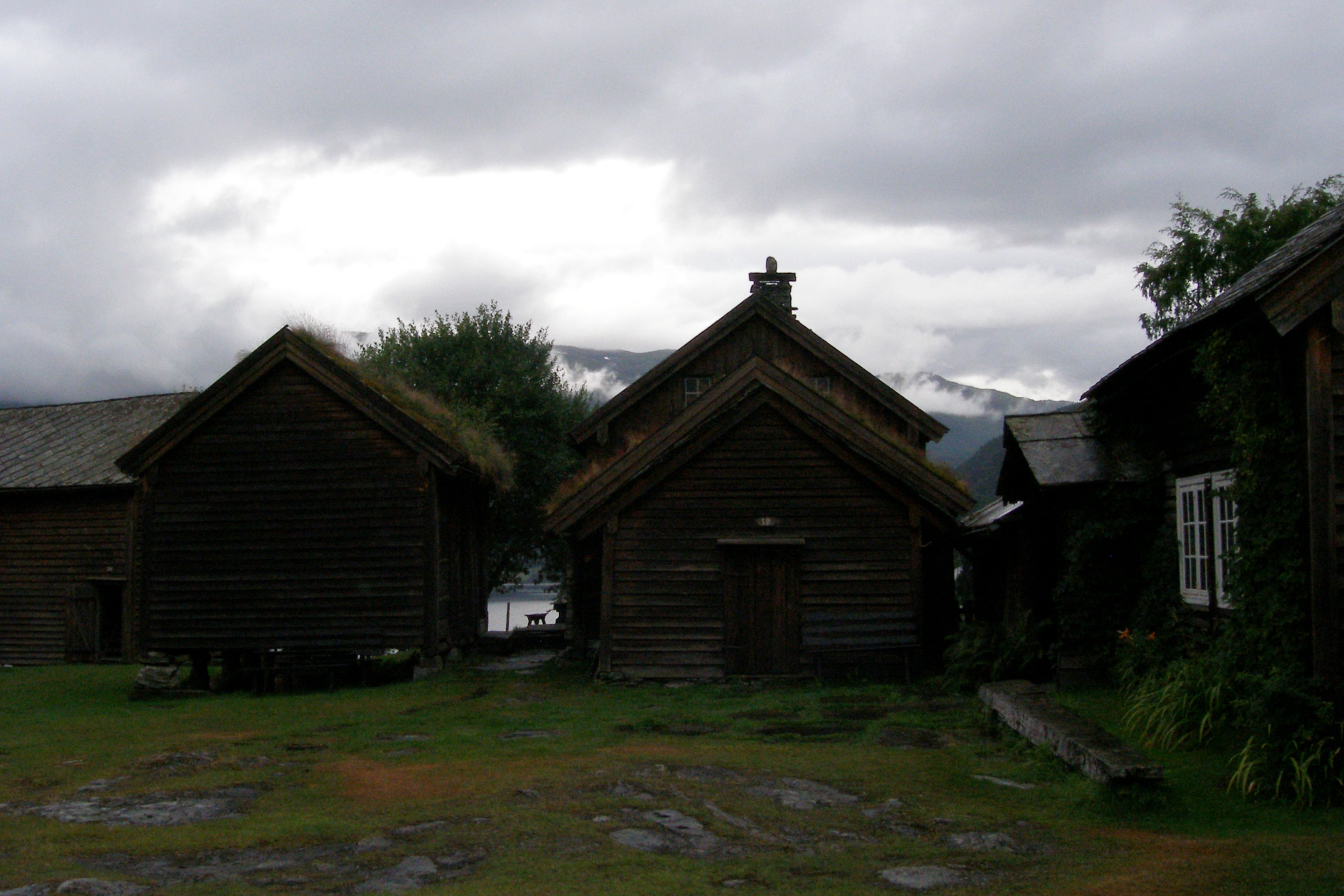
Сельскохозяйственные здания в музее
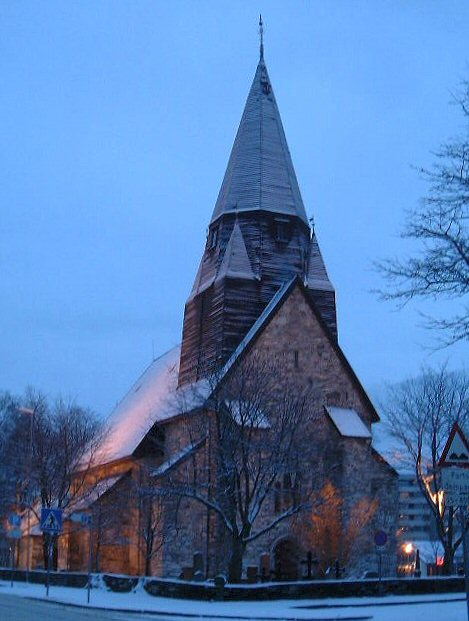
Церковь 1277 года
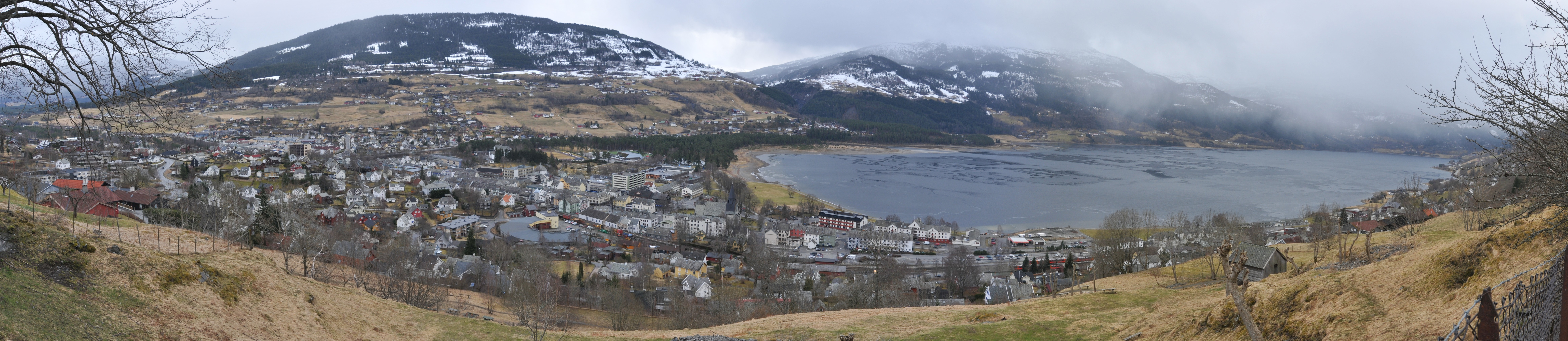
Панорамный вид Восс в начале весны